# Дабире, Кристоф Жозеф Мари
Кристоф Жозеф Мари Дабире (фр. Christophe Joseph Marie Dabiré; род. 27 августа 1948, Верхняя Вольта) — буркинийский государственный деятель и экономист, премьер-министр Буркина-Фасо с 24 января 2019 по 8 декабря 2021 года.

## Биография

### Карьера
С 1984 по 1988 год работал при президенте Тома Санкара в министерстве экономики и планирования директором по исследованиям и проектам, в 1988 году был назначен в том же министерстве на должность генерального директора по сотрудничеству. Занимал эту должность до 1992 года.
В 1992 году был назначен министром здравоохранения, в 1997 году возглавил министерство среднего, высшего образования и научных исследований Буркина-Фасо; этот пост он занимал до 2000 года. В 2000 году был избран в Национальную ассамблею Буркина-Фасо от партии Конгресс за демократию и прогресс. После переизбрания в Национальную ассамблею в 2002 году возглавил комиссию по финансам и бюджету. После окончания пятилетнего срока в 2007—2017 годах был представителем Буркина-Фасо в Экономическом сообществе стран Западной Африки.

### Назначение премьер-министром
После отставки правительства Поля Каба Тьеба 21 января 2019 года президент Каборе назначил Кристофа Жозефа Мари Дабире премьер-министром Буркина-Фасо. В должность он вступил через три дня. 8 декабря 2021 года президент Каборе прекратил его полномочия после заявления об отставке, автоматически повлекшего за собой отставку всего правительства.